# Live CD

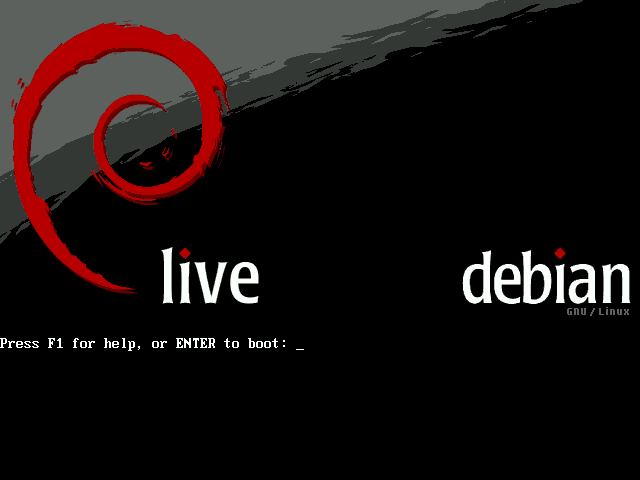
Debian GNU/Linux Live CD

Live CD sau LiveDistro este un mod de a încărca și porni un sistem de operare de pe un CD. Live CD este un termen generic pentru o distribuție a unui sistem de operare, și care este executată în momentul inițializării computerului, fără instalare pe hard disk (spre deosebire de un sistem de operare obișnuit, care trebuie inițial instalat pe hard disk). Termenul Live CD a fost creat odată cu producerea în masă a playerelor CD-ROM. De obicei, o astfel de distribuție se află pe o platformă care permite boot-ul, spre exemplu un CD-ROM, DVD, floppy disk, USB.

## Scurt istoric
Inițial multe sisteme de operare (CP/M, versiuni anterioare ale MS-DOS, Apple DOS) ar putea fi considerate distribuții live. Acestea erau distribuite prin dischete bootabile deoarece nu exista un hard disk pe care să se transfere sistemul de operare. De asemenea, a fost o practică obișnuită de a se crea dischete personalizate pentru a porni anumite aplicații.

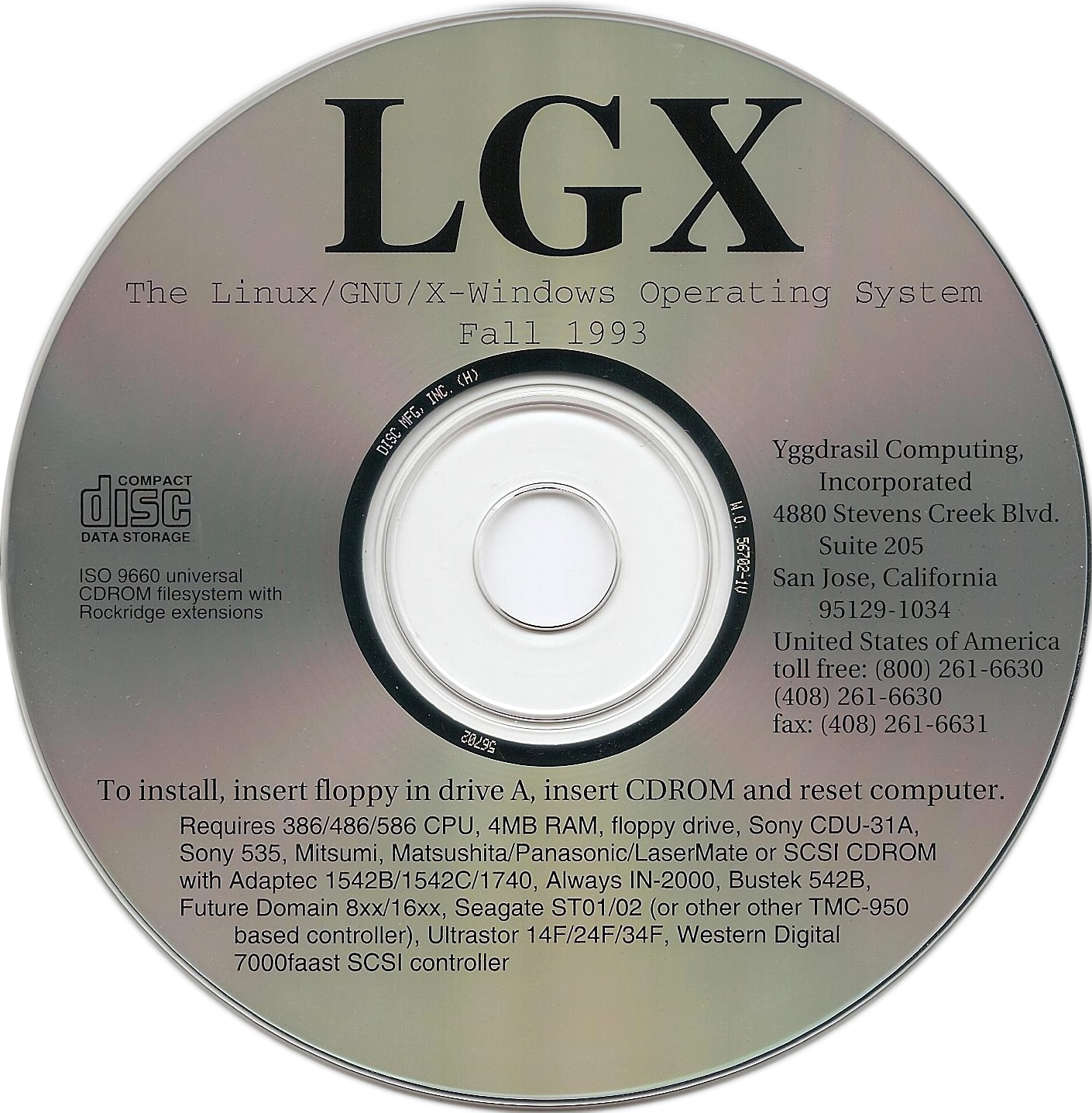
CD-ROM cu Yggdrasil Linux 1993

Primul live CD a fost FM Towns OS, un sistem non-linux lansat în 1989, iar  prima distribuție linux live CD a fost Yggdrasil Linux în 1992, dar performanța sa a fost sever limitată de viteza de transfer a unităților CD-ROM.  A urmat Slackware Live Linux cu suport ZIP Iomega, lansat în 1999 și DemoLinux în anul 2000 special dezvoltat pentru live CD. 
Microsoft a distribuit dezvoltatorilor Windows PE pentru gestionarea rețelelor de întreprinderi mari, un CD live non-public cu Windows 2000.
Distribuțiile live Knoppix (derivat din Debian) lansate în anul 2003 au fost folosite pe scară largă atât ca disc de recuperare, cât și ca sistem de operare. De asemenea, distribuțiile live Ubuntu au avut un succes în creștere în special datorită etapelor simple de instalare.

## Galerie

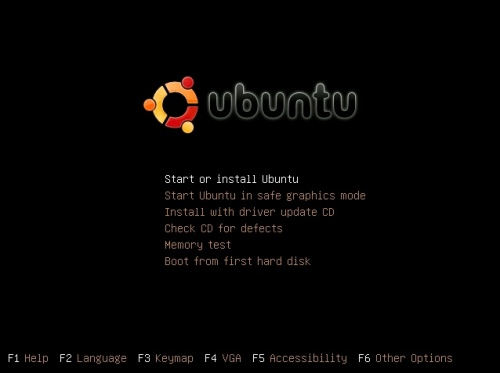
Ubuntu Live CD
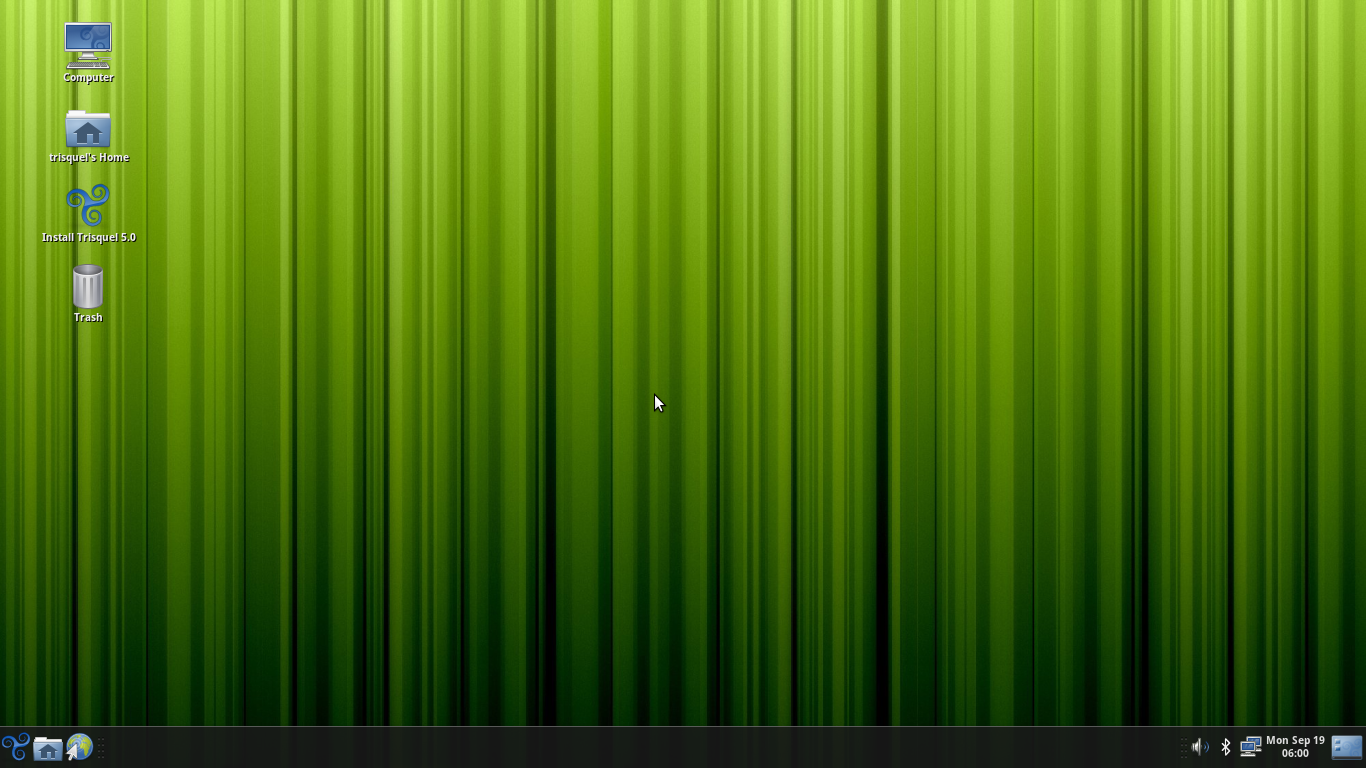
Live CD of Trisquel 5.0
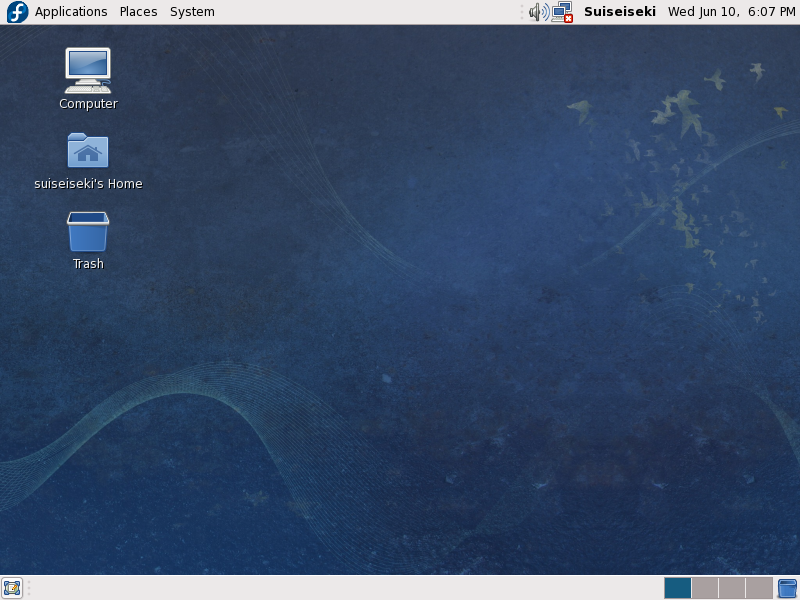
Live CD of Fedora 11
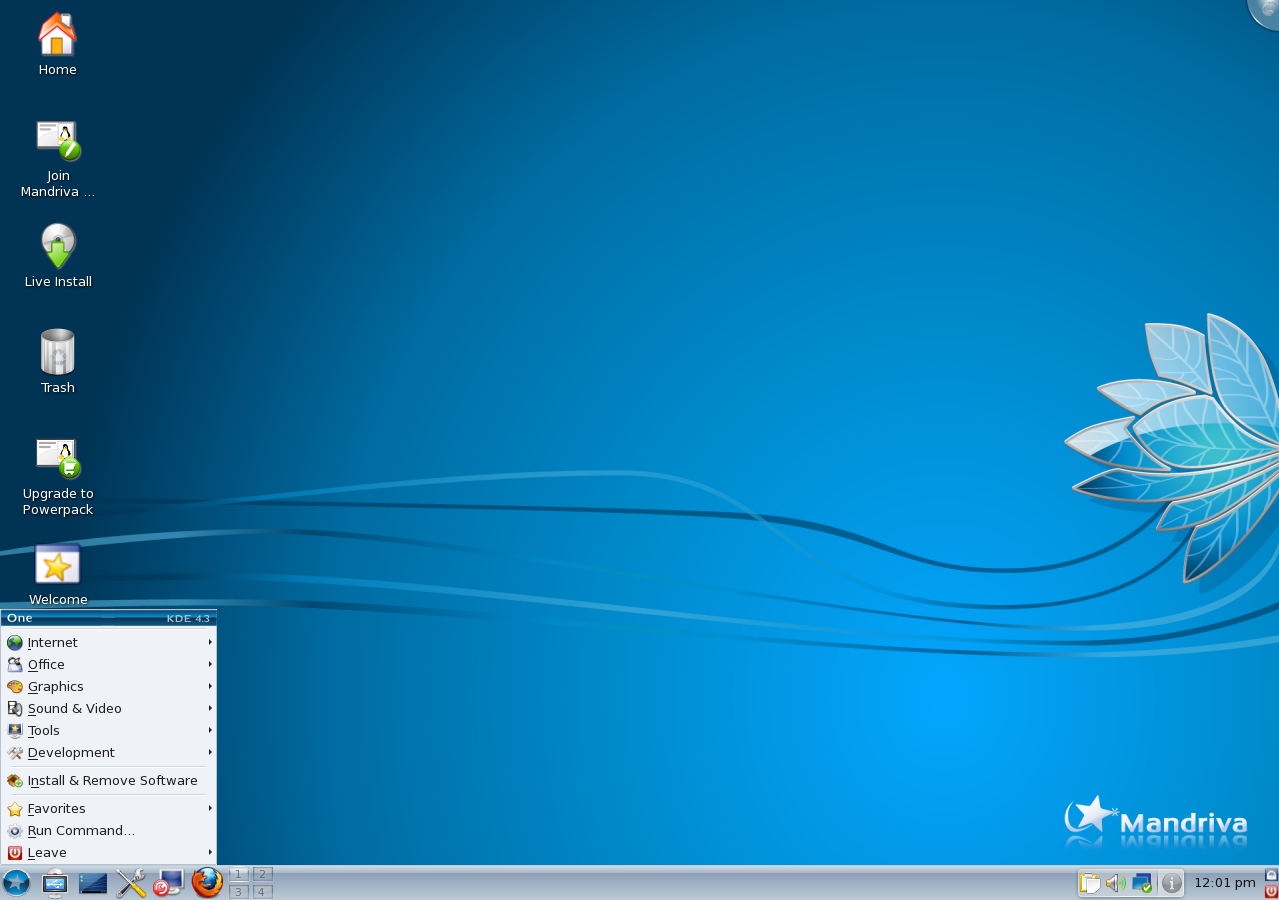
Live CD of Mandriva 2010
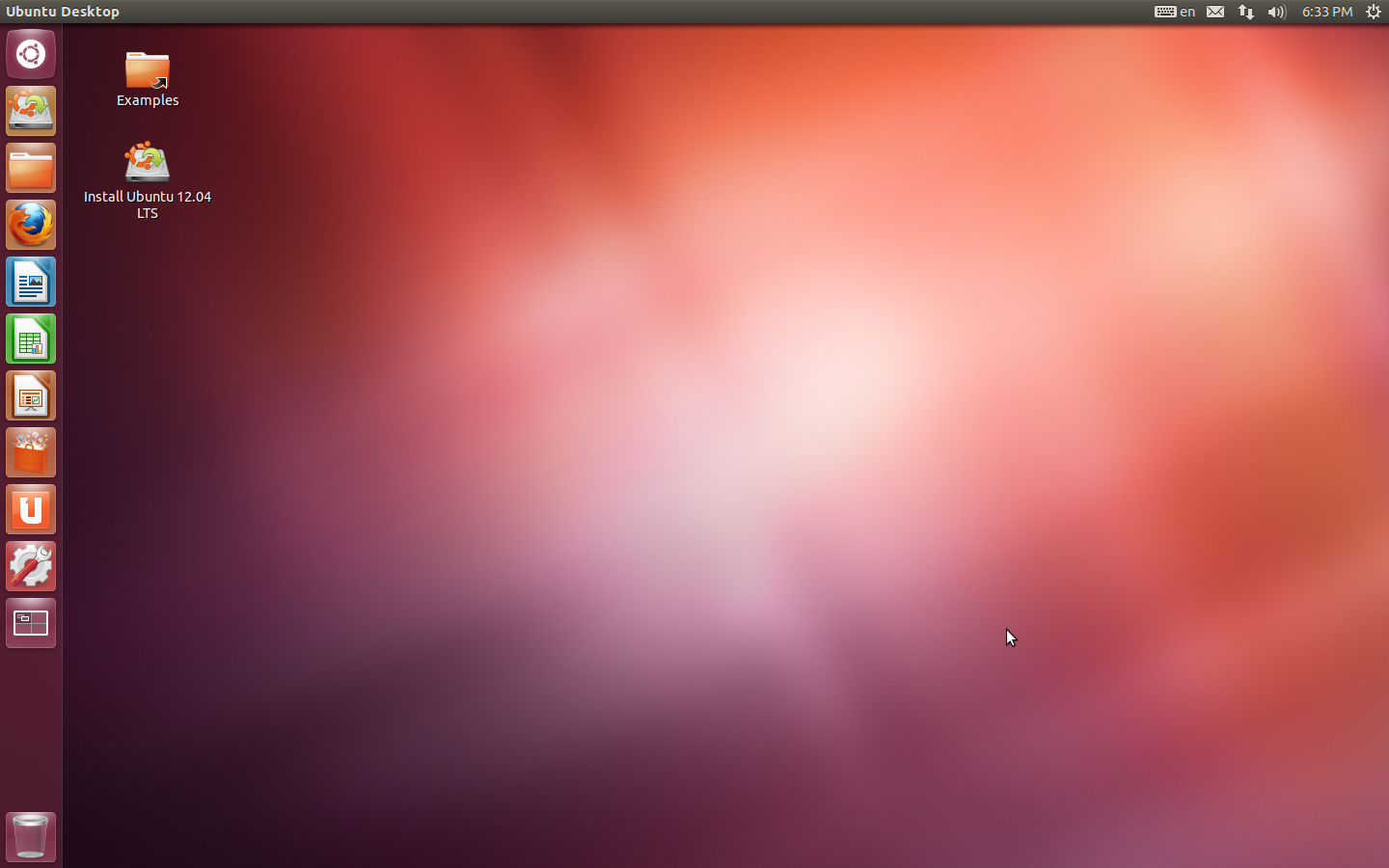
Live CD of Ubuntu 12.04
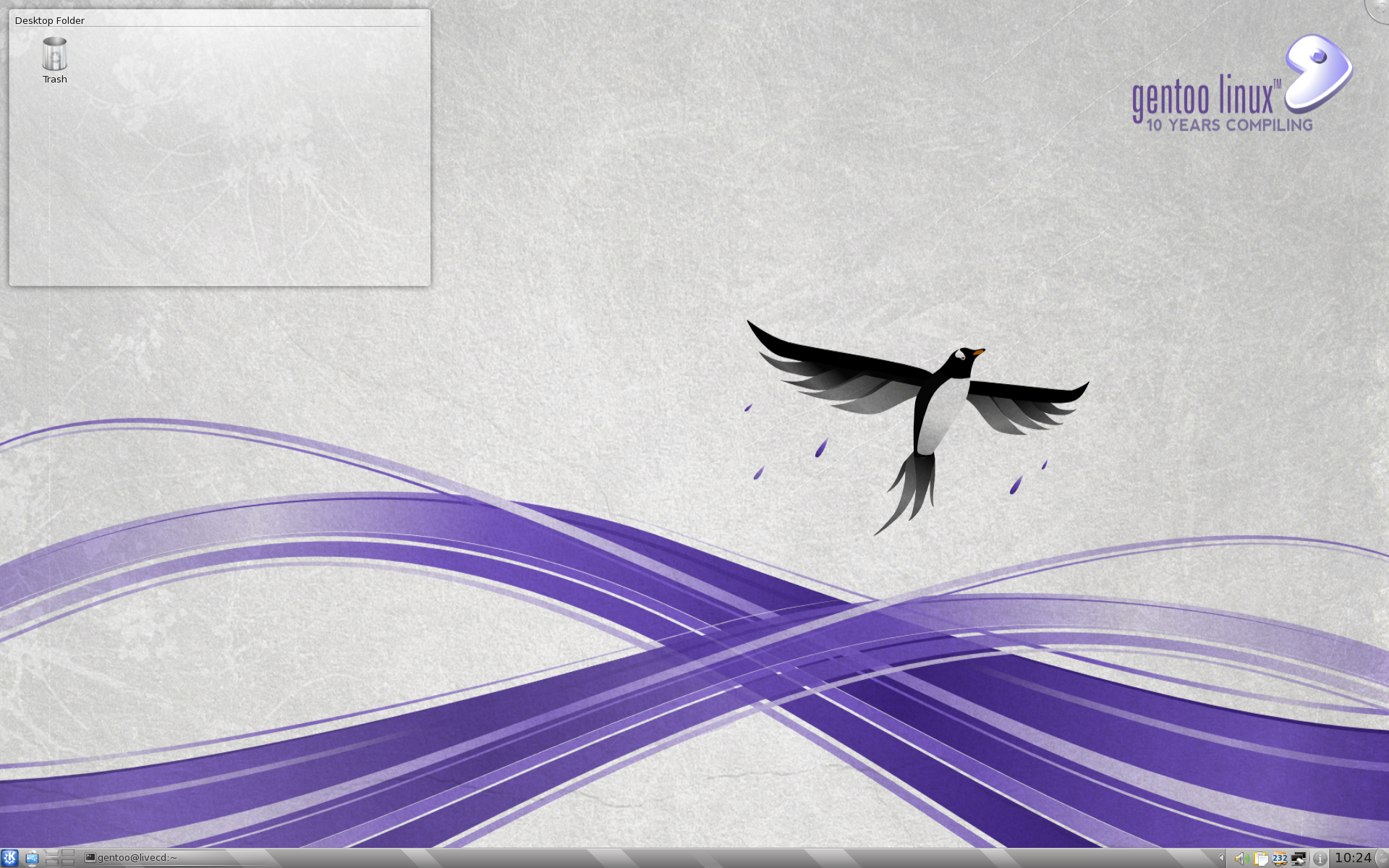
Live CD of Gentoo Linux
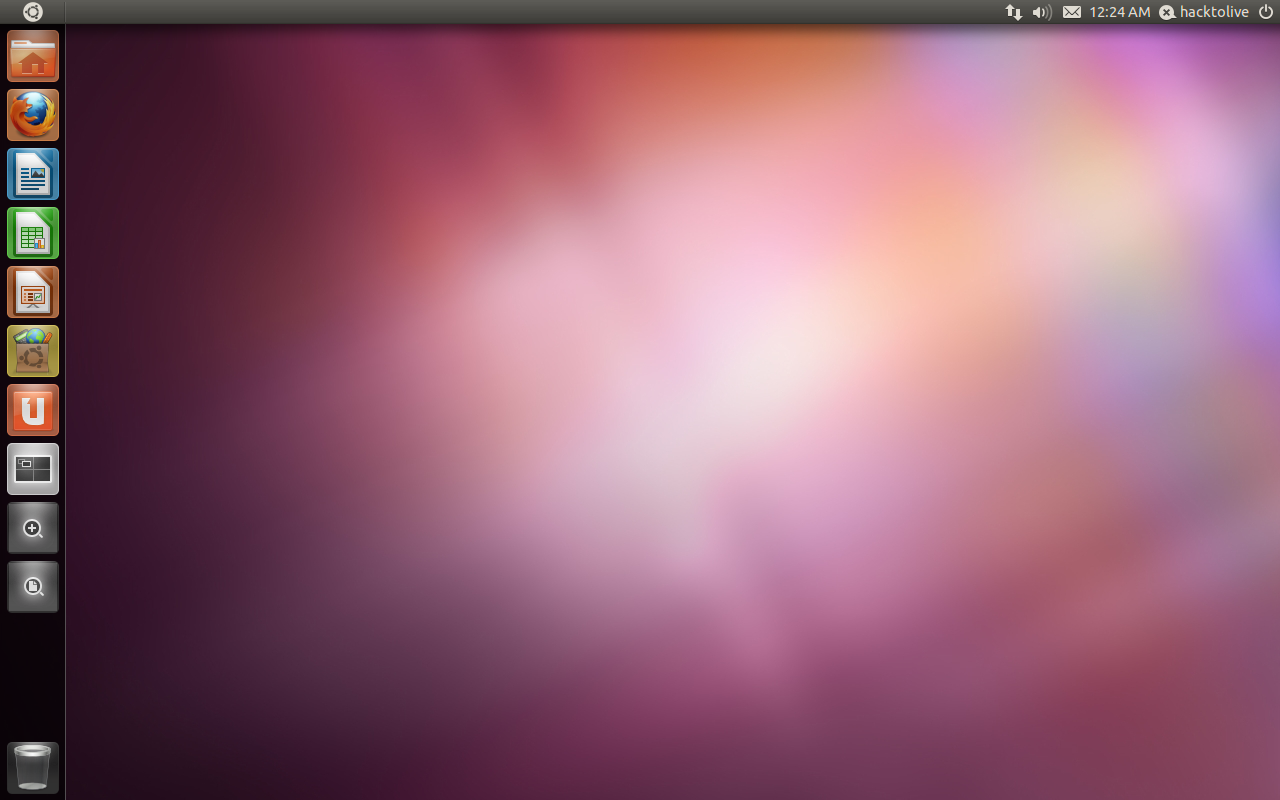
Live DVD of Super OS
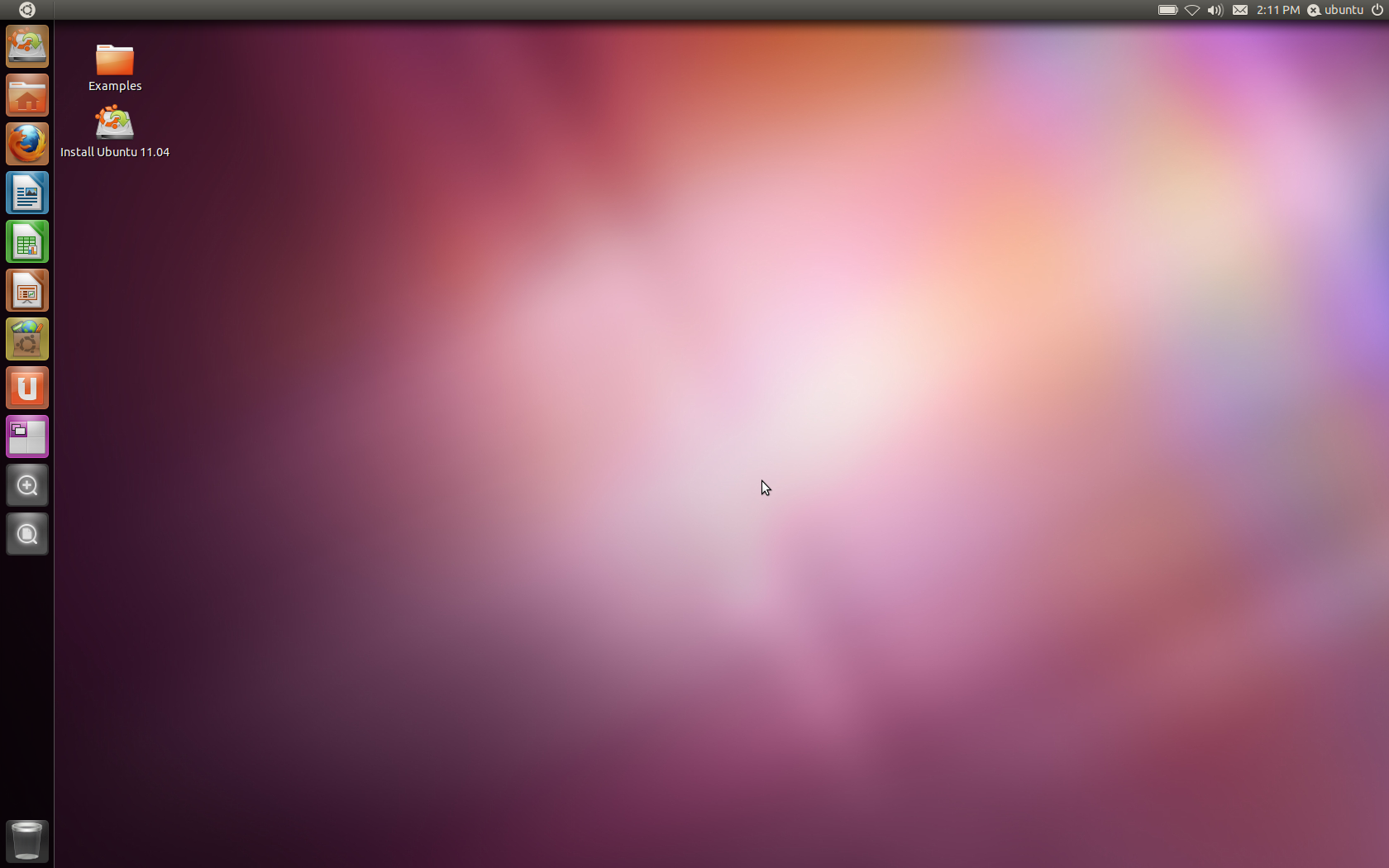
Ubuntu 11.04 Beta 2 live CD, cu Unity desktop